# Agnes Zimmermann
Agnes Zimmermann (Colònia, Alemanya, 1845 - 1925) fou una compositora i pianista alemanya.
Cursà la carrera de piano en la Royal Academy of Music, de Londres, presentant-se al públic amb gran èxit el 1863 en el Crystal Palace i el 1864 en la Gewandhaus de Leipzig. A partir d'aquella data adquirí una sòlida reputació com a concertista, havent-la assenyalat la crítica com a intèrpret model dels clàssics.
Com a compositora va produir algunes sonates per a piano i violí, un trio i una sonata per a piano; cançons, i obres per a cor.
Va publicar una edició crítica de les obres per a piano de Beethoven i de Schumann.